# Cueta sauteri
Cueta sauteri är en insektsart som först beskrevs av Peter Esben-Petersen 1913.  
Cueta sauteri ingår i släktet Cueta och familjen myrlejonsländor. Inga underarter finns listade i Catalogue of Life.

## Bildgalleri

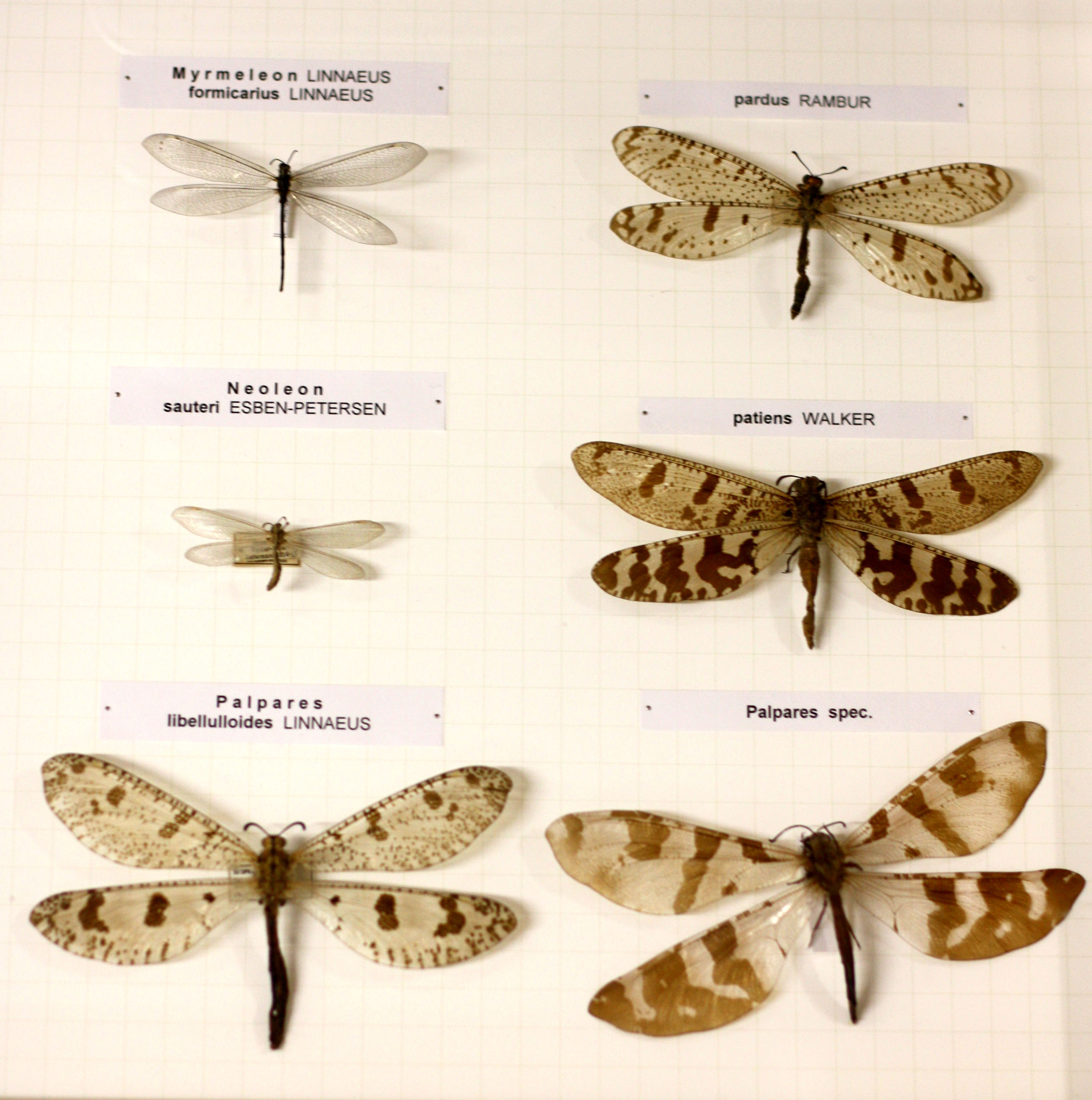